# Manute Bol
Manute Bol (Turalei, 16 de outubro de 1962 – Charlottesville, 19 de junho de 2010) foi um basquetebolista e ativista sul-sudanês.
Junto a Gheorghe Mureşan, é um dos jogadores mais altos da história da NBA que já atuaram na liga: ambos tinham 2,31 metros de altura. Seu filho, Bol Bol, também é jogador de basquete e foi selecionado no Draft de 2019 pelo Denver Nuggets.

## Biografia
Manute Bol nasceu no atual Sudão do Sul, então Sudão, na tribo dos Dinka, numa família dedicada à pecuária. A sua data de nascimento foi atribuída de forma aproximada à entrada dos Estados Unidos, pois o próprio ignorava o dia do seu nascimento.
Bol foi selecionado na segunda rodada do Draft da NBA de 1985, na 31ª escolha pelo Philadelphia 76ers.
Manute Bol sofria de uma doença chamada síndrome de Stevens-Johnson. Bol morreu no dia 19 de junho de 2010, devido à falência de seu fígado. O serviço fúnebre decorreu na Catedral Nacional de Washington. Foi sepultado no Sudão.

## Recordes
Ao longo de sua carreira na NBA, Bol atingiu a média de 2.6 pontos por partida, 4,2 rebotes, 0,3 assistências e 3,3 bloqueios (média de 18,7 minutos em quadra por jogo). Bol encerrou sua carreira na NBA com 1999 pontos, 2647 rebotes, e 2086 bloqueios, em 624 jogos durante 10 temporadas.
Até 2010, Bol detinha os seguintes recordes:
- Maior número de bloqueios na mesma partida (11 bloqueios), e no mesmo período (8 bloqueios- feito atingido duas vezes).[5]
- O único jogador a atingir a marca de 15 bloqueios ou mais em partidas consecutivas.
- Maior média de bloqueios por minuto (0,176 bloqueios/minuto).
- Segunda melhor média de bloqueios por partida: 3,36t/p (contra 3,50 de Mark Eaton).
- É o único jogador da história da NBA a colecionar nas suas estatísticas mais bloqueios do que pontos. Foram 2.086 tocos e 1.599 pontos nas 624 partidas que fez ao longo de dez temporadas.
- 15.º Lugar - Jogador com maior numero de bloqueios na NBA  - 2.086 bloqueios.[6]
- Em 1987, Bol atuou ao lado de Muggsy Bogues, que tinha 1,60 m.[7] Assim, o Washington Bullets teve o jogador mais alto da historia da NBA e o mais baixo atuando juntos, numa mesma temporada. A diferença de altura entre os dois era de incríveis 71 centímetros.[8]

## Estatísticas na NBA
|  | Líder da liga |

### Temporada regular
| Ano      | Equipe       | PJ  | PT  | MPJ  | AP   | 3P   | LL   | RT  | AS  | BR  | TO  | PPJ |
| -------- | ------------ | --- | --- | ---- | ---- | ---- | ---- | --- | --- | --- | --- | --- |
| 1985–86  | Washington   | 80  | 60  | 26.1 | .460 | .000 | .488 | 6.0 | 0.3 | 0.4 | 5.0 | 3.7 |
| 1986–87  | Washington   | 82  | 12  | 18.9 | .446 | .000 | .672 | 4.4 | 0.1 | 0.2 | 3.7 | 3.1 |
| 1987–88  | Washington   | 77  | 4   | 14.8 | .455 | .000 | .531 | 3.6 | 0.2 | 0.1 | 2.7 | 2.3 |
| 1988–89  | Warriors     | 80  | 4   | 22.1 | .369 | .220 | .606 | 5.8 | 0.3 | 0.1 | 4.3 | 3.9 |
| 1989–90  | Warriors     | 75  | 20  | 17.5 | .331 | .188 | .510 | 3.7 | 0.5 | 0.2 | 3.2 | 1.9 |
| 1990–91  | Philadelphia | 82  | 6   | 18.6 | .396 | .071 | .585 | 4.3 | 0.2 | 0.2 | 3.0 | 1.9 |
| 1991–92  | Philadelphia | 71  | 2   | 17.8 | .383 | .000 | .462 | 3.1 | 0.3 | 0.2 | 2.9 | 1.5 |
| 1992–93  | Philadelphia | 58  | 23  | 14.7 | .409 | .313 | .632 | 3.3 | 0.3 | 0.2 | 2.1 | 2.2 |
| 1993–94  | Miami        | 8   | 0   | 7.6  | .083 | .000 | .000 | 1.4 | 0.0 | 0.0 | 0.8 | 0.3 |
| 1993–94  | Philadelphia | 4   | 0   | 12.3 | .429 | .000 | .000 | 1.5 | 0.0 | 0.5 | 2.3 | 1.5 |
| 1993–94  | Washington   | 2   | 0   | 3.0  | .000 | .000 | .000 | 0.5 | 0.0 | 0.5 | 0.5 | 0.0 |
| 1994–95  | Warriors     | 5   | 2   | 16.2 | .600 | .600 | .000 | 2.4 | 0.0 | 0.0 | 1.8 | 3.0 |
| Carreira | Carreira     | 624 | 133 | 18.7 | .407 | .210 | .561 | 4.2 | 0.3 | 0.2 | 3.3 | 2.6 |

Playoffs
| Ano      | Equipe       | PJ | PT | MPJ  | AP   | 3P   | LL    | RT  | AS  | BR  | TO  | PPJ |
| -------- | ------------ | -- | -- | ---- | ---- | ---- | ----- | --- | --- | --- | --- | --- |
| 1986     | Washington   | 5  | 5  | 30.4 | .588 | .000 | .375  | 7.6 | 0.2 | 0.6 | 5.8 | 4.6 |
| 1987     | Washington   | 3  | 0  | 14.3 | .400 | .000 | .000  | 3.0 | 0.0 | 0.0 | 1.6 | 2.6 |
| 1988     | Washington   | 5  | 0  | 8.8  | .571 | .000 | 1.000 | 2.4 | 0.0 | 0.0 | 0.4 | 1.8 |
| 1989     | Warriors     | 8  | 0  | 18.5 | .194 | .091 | .286  | 3.8 | 0.1 | 0.2 | 3.6 | 2.2 |
| 1991     | Philadelphia | 8  | 0  | 13.6 | .500 | .000 | .667  | 2.3 | 0.1 | 0.1 | 1.5 | 3.0 |
| Carreira | Carreira     | 29 | 5  | 17.1 | .386 | .087 | .444  | 3.8 | 0.1 | 0.2 | 2.7 | 2.8 |

## Prêmios e homenagens
- Selecionado para o NBA All-Defensive Team: 1985–86 (segundo time)
- Duas vezes líder em tocos: 1985–86 e 1988–89